# Forteresse de Calydon
Calydon était une cité grecque d'Étolie. Le site de Calydon est facilement repérable. Il s'étend entre deux hauteurs formant, avec d'autres, une avancée au sud de l'Arakýnthos. Quittant la route nationale, après avoir franchi le pont sur l'Événos, on atteint, par un sentier, le sanctuaire du Laphrion, situé au sommet d'un promontoire rocheux bien visible.

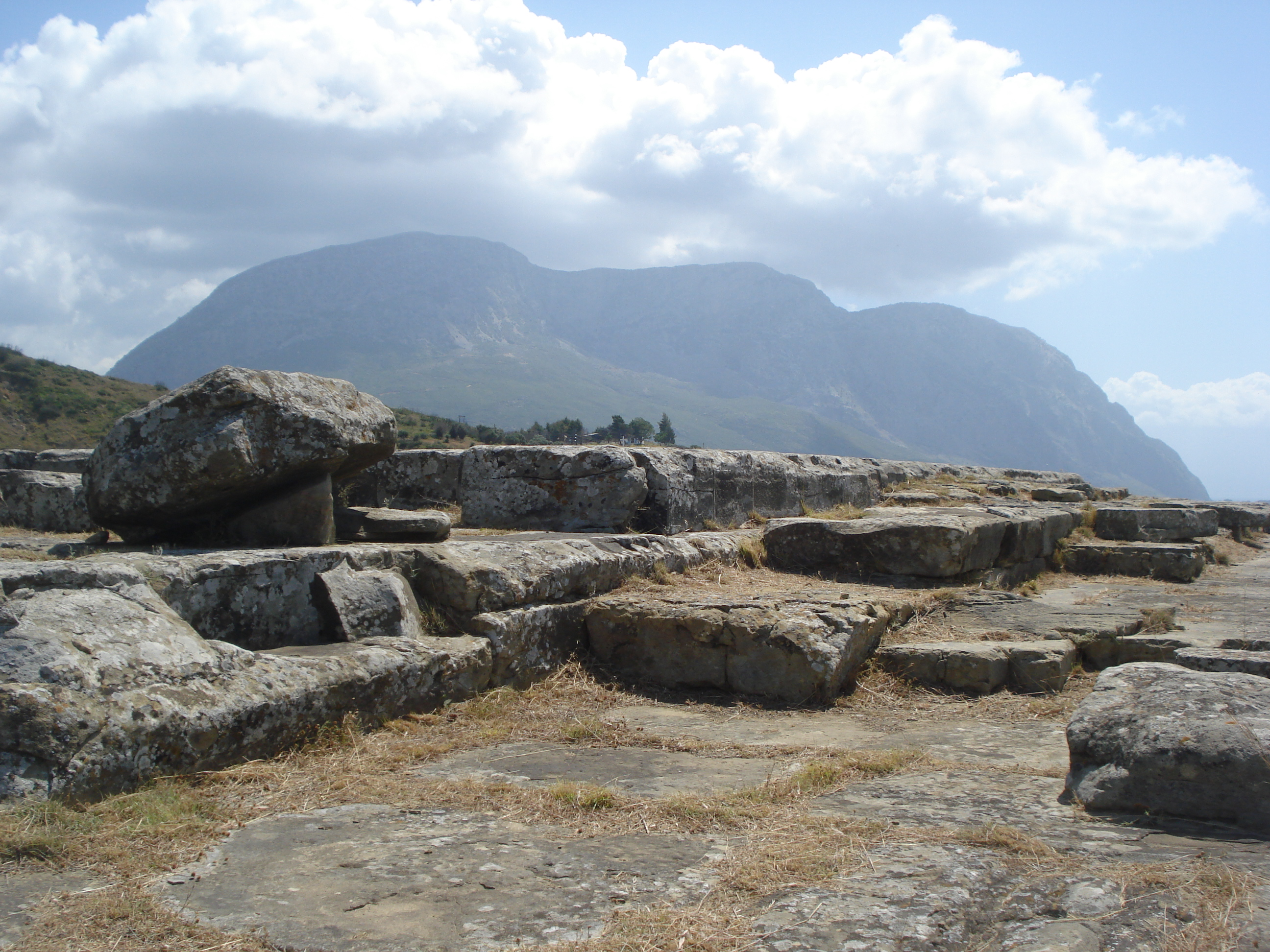
Laphrion de Calydon ; au fond, le mont Varasova.

## Le site de Calydon
Au nord-est par rapport au sanctuaire, deux collines se rejoignent, constituant un petit col. S'infléchissant respectivement vers le sud-est et vers l'ouest, elles dessinent un petit vallon couvert d'oliviers et parcouru par un torrent.

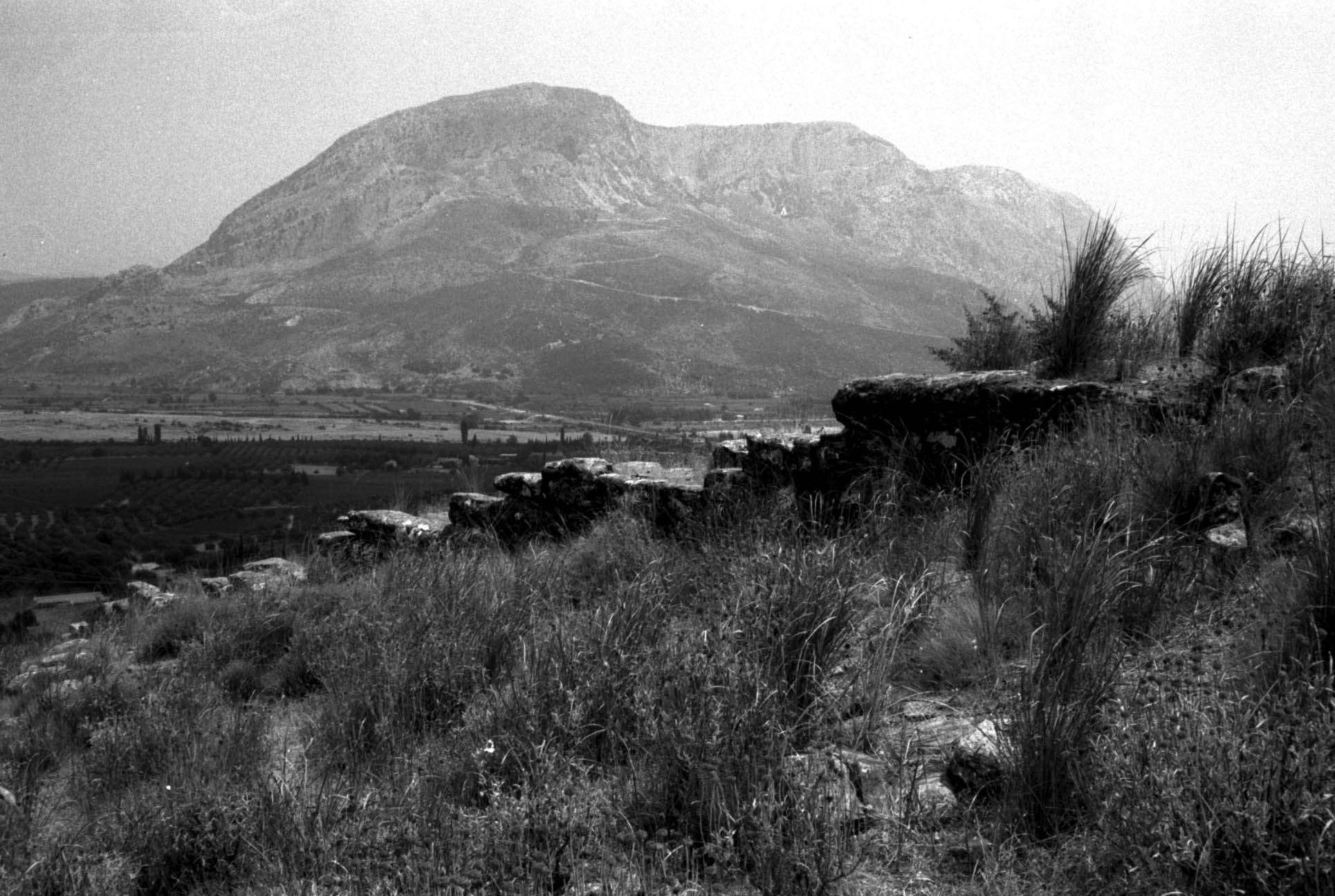
Le rempart Nord-Est vu depuis l'acropole. Au fond, la vallée de l'Evinos et le Mont Varassova.

Un autre torrent, passant à l'ouest de la hauteur du sanctuaire, remonte vers l'Arakynthos, et délimite la partie occidentale de la ville basse. La muraille grimpe jusqu'au sommet de la colline ouest qui correspond à l'acropole, puis longe la crête, grossièrement d'est en ouest et descend bien au-delà du col en s'incurvant vers le sud. La colline orientale est presque entièrement enclose par l'enceinte dont les deux extrémités devaient se refermer dans le vallon.

### Entrée de la forteresse
L'entrée principale se trouvait au point où aboutissait la voie sacrée, c'est-à-dire à trois cents mètres au nord du Laphrion.
La porte principale, au sud de la cité, est peu visible, étant donné son mauvais état de conservation et à cause de la végétation ; c'est à peine si on peut reconnaître l'entrée qui mesurait près de cinq mètres de large et était défendue par deux tours carrées.

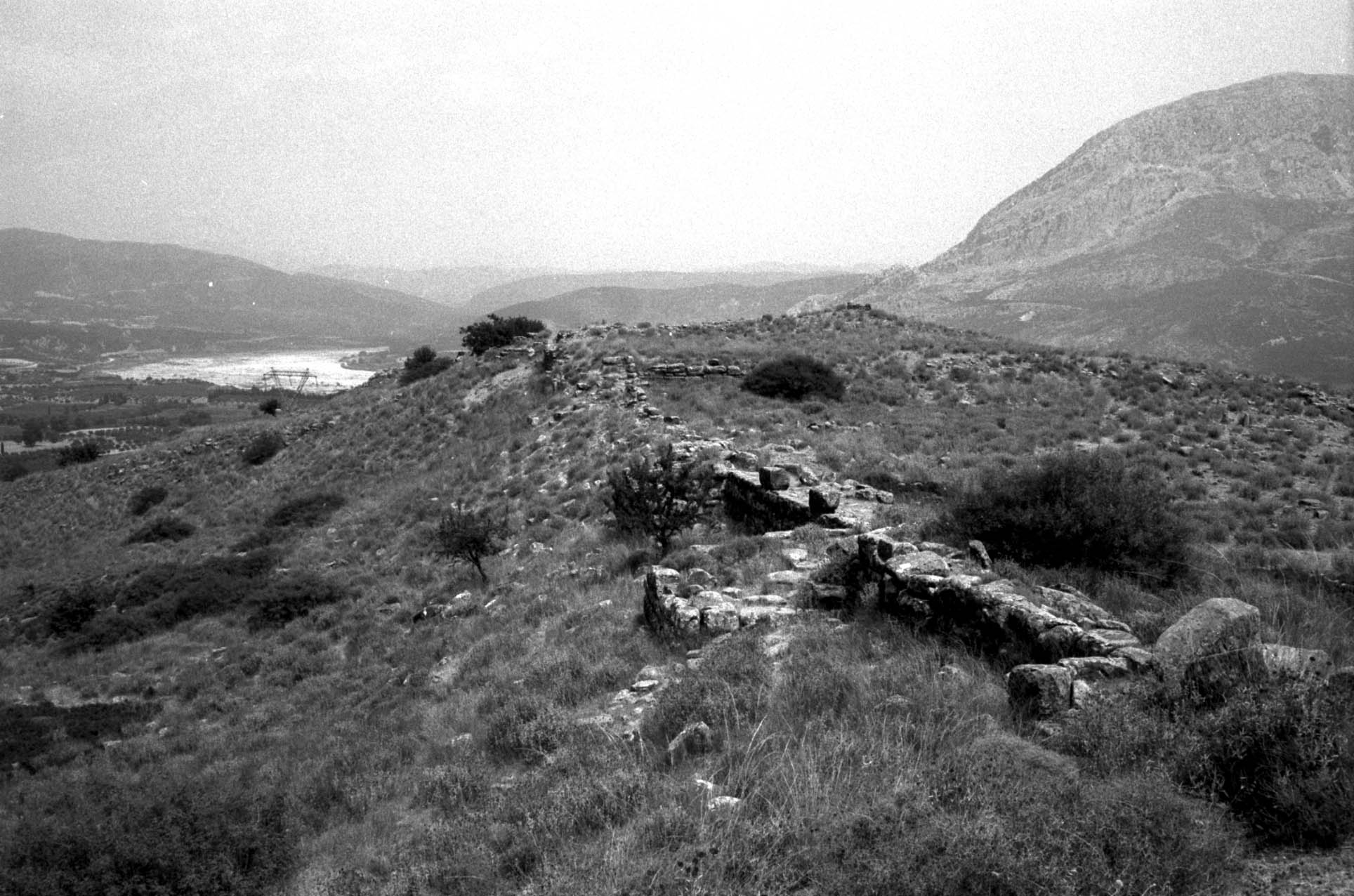
Le rempart Nord vu de l'extrémité de l'acropole de Calydon.

### Seconde porte
En se tournant vers le nord-ouest et en suivant la partie de rempart qui longe le torrent, on parvient à une seconde porte, beaucoup plus visible. Cette entrée, nettement orientée vers le nord-ouest, biaise par rapport à la courtine qui, en cet endroit, mesure 2,50 m d'épaisseur.
Elle est défendue par un redent de près de quatre mètres de front, qui se trouve immédiatement à droite quand on entre. L'ensemble de la construction est conservé au mieux sur trois assises de grand appareil. L'ouverture du portail mesure 2,50 m de large à l'extérieur et 3 m à l'intérieur. Dans le couloir se creuse une cavité rectangulaire de 2,80 m de long, formée par un retrait d'un mètre par rapport au tableau du piédroit de gauche quand on entre et limitée à l'intérieur par un mur d'un mètre d'épaisseur.

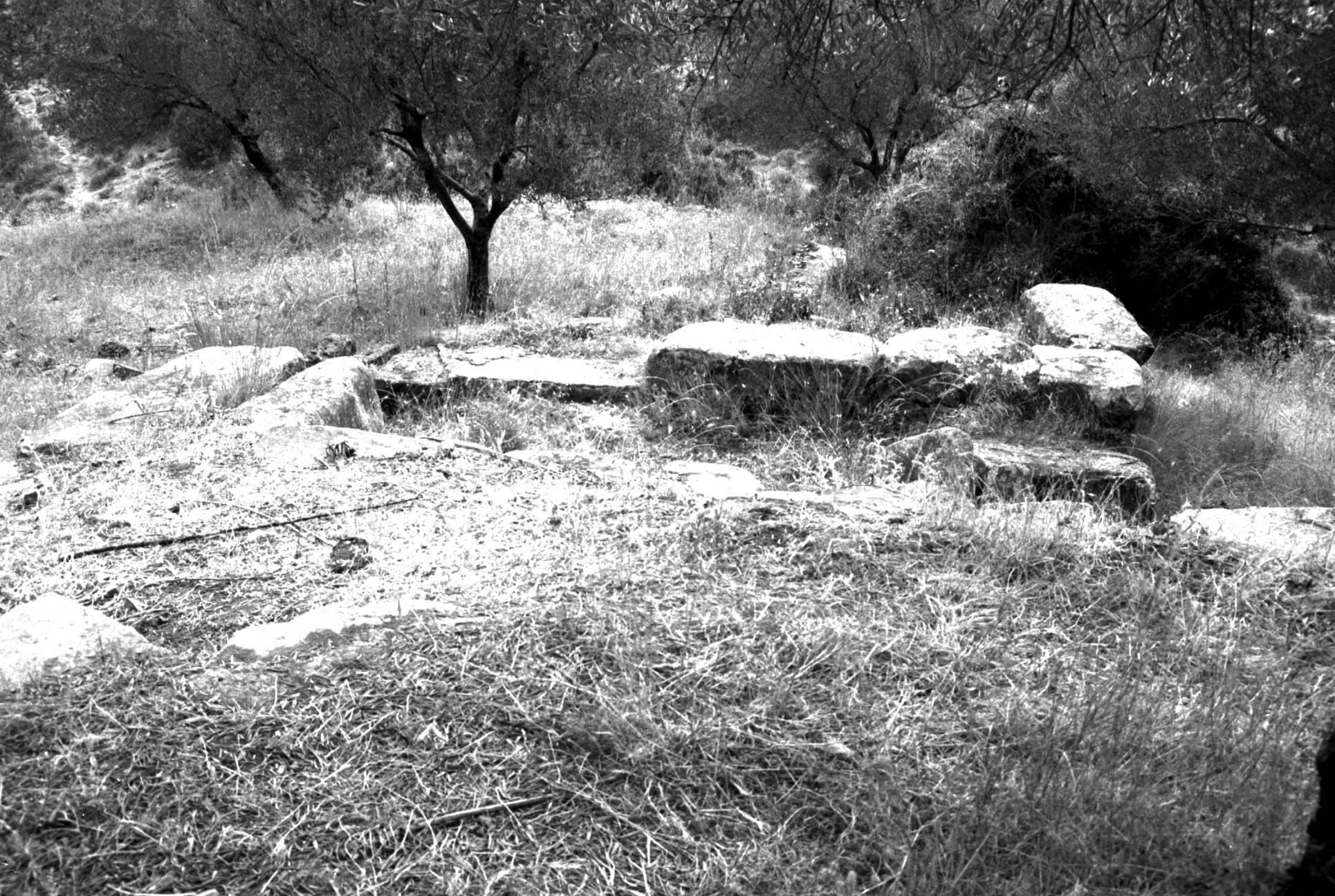
La porte Nord-Ouest vue de du Nord

Chaque piédroit possède une niche arrondie située à environ 0,30 m de l'extérieur. Celle de droite mesure 0,80 m de long, celle de gauche ne fait que 0,40 m, car elle est interrompue par la cavité rectangulaire. Le point de rencontre est marqué d'une feuillure de sept centimètres de profondeur. Les niches pouvaient correspondre à l'emplacement des systèmes de verrouillage.

À l'autre angle de la cavité, comme à l'angle du piédroit gauche par rapport à l'entrée, nous trouvons une double feuillure ; une troisième enfin souligne l'angle de la cavité, comme à l'angle du piédroit gauche par rapport à l'entrée, on trouve une double feuillure ; une troisième, enfin, souligne l'angle de l'extrémité intérieure du couloir.

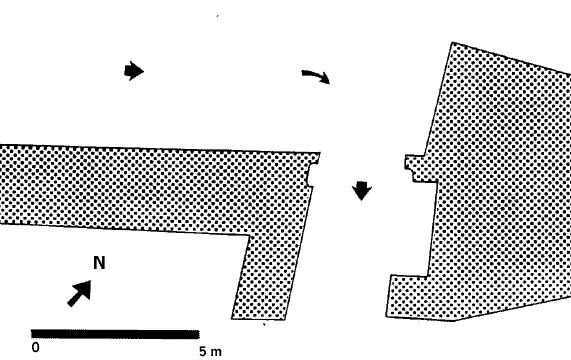
Plan de la porte Nord-Ouest, relevé par l'auteur en 1986.

Aucune trace de feuillure ne se retrouve, ni sur le piédroit de droite, à l'intérieur comme à l'extérieur, ni sur l'angle du redent. Cette absence de feuillure pourrait laisser supposer que la partie gauche de la porte a subi de gros dommages, et il difficile de dire si un autre mur se trouvait également du côté intérieur.

### Acropole et enceinte nord-est
Seules la muraille nord de l'acropole et la partie nord-est de l'enceinte urbaine présentent un relatif bon état de conservation.
Le mur s'élève parfois à quatre mètres de haut, sur dix assises de grand appareil rectangulaire presque régulier. Le rempart nord de l'acropole, d'une longueur de 250 m, est défendu par un système combinant les tours orthogonales et les saillants. On compte cinq tours et au moins quatre saillants, mais la muraille n'est pas sans lacune. La distance entre les tours est variable ; elle augmente progressivement d'ouest en est, avec un minimum de 20 m pour un maximum de 50 m. Les tours sont toutes marquées en leurs angles d'une double feuillure.

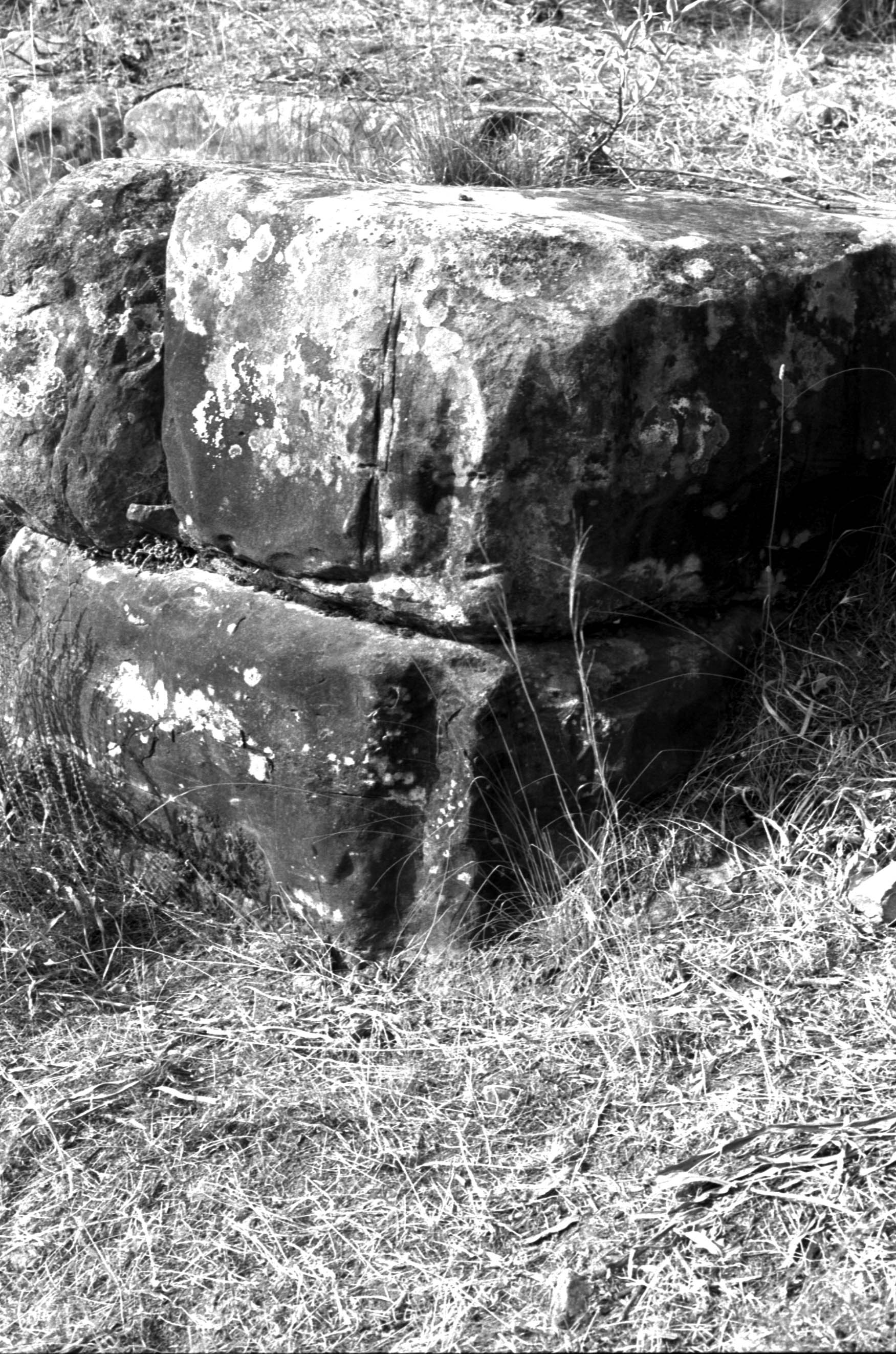
Double feuillure à l'angle d'une tour du mur Nord de l'acropole.

Le matériau utilisé pour la construction du rempart est un grès local très friable, altéré de surcroit par le climat maritime. Ainsi, l'état de délabrement dans lequel apparaît souvent cette forteresse fait songer à un travail fruste. Cependant, ce jugement est démenti par un examen approfondi. En effet, l'appareil, là où on peut le mieux l'apprécier, (au mur nord de l'acropole) est rectangulaire, quasiment régulier et disposé en assises pseudo-isodomes, confirmant ainsi le souci esthétique des constructeurs.
Malgré l'usure de la pierre, apparait nettement le fort bossage des parements extérieurs de la courtine et des tours, lorsque le mur est bien conservé. Il faut se rappeler que les angles des tours et de la porte nord-ouest sont soulignés de doubles feuillures bien visibles en dépit de la désagrégation de la pierre. La disposition des deux portes que nous avons examinées n'est pas sans intérêt. Si l'entrée principale du sud-ouest est simplement défendue par deux tours carrées, en revanche, la porte nord-ouest est plus judicieusement située, à un emplacement utilisant la nature accidentée du terrain. La défense est plus efficace, car elle oblige l'ennemi à se servir d'une rampe d'accès longeant la courtine, le bastion le frappant alors de face.

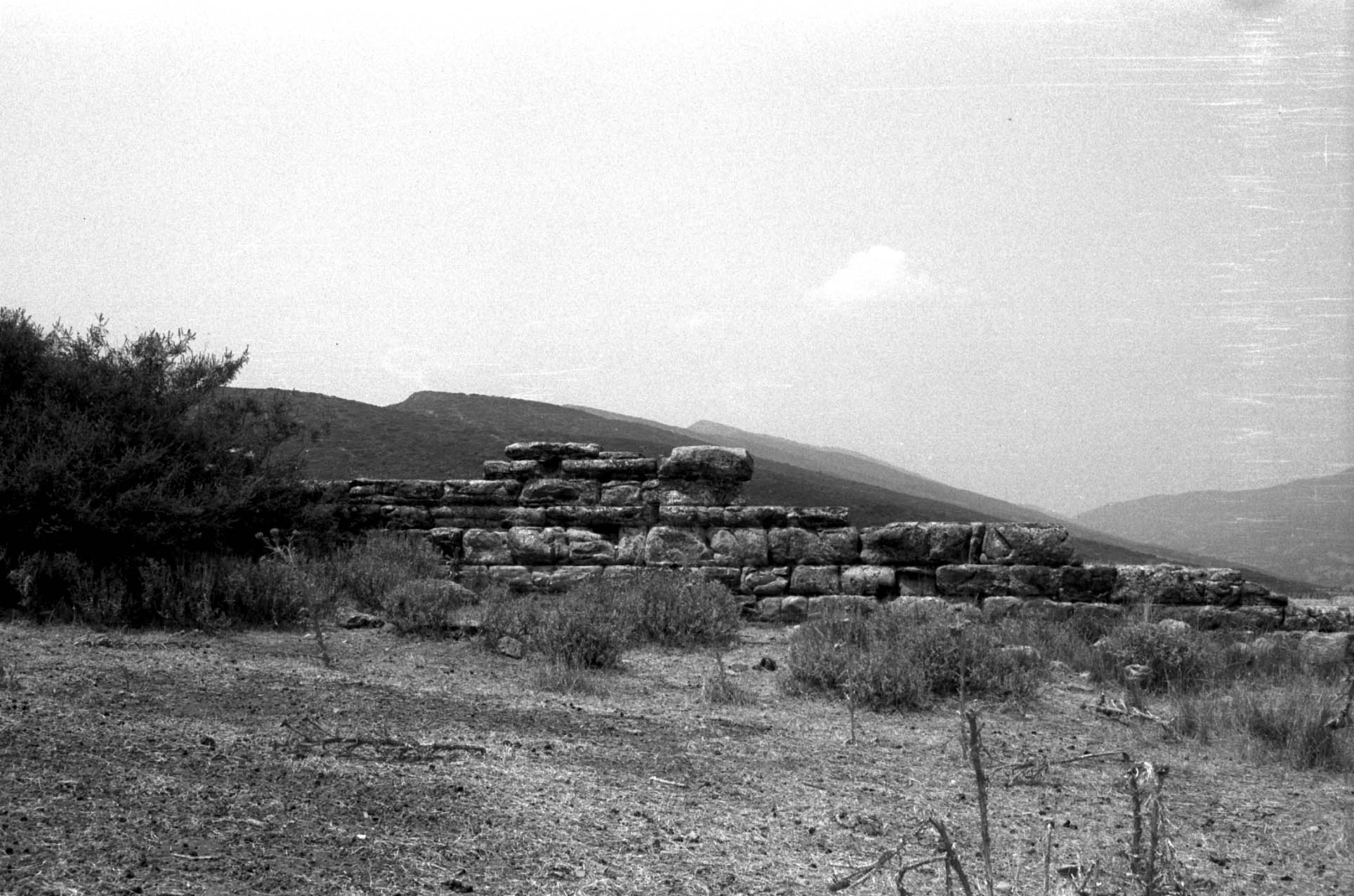
Parement interne du mur Nord de l'acropole, avec l'appareil pseudo-isodome.

La courtine, là où elle est le mieux conservée, a trois mètres d'épaisseur ; elle est constituée d'un double parement avec un emplecton fait de terre et de gros cailloux.

### Le mur, vers l'est
Cependant, quand on quitte les murs de l'acropole, au point de jonction du diateichisma, le mur d'enceinte de la cité, qui continue vers l'est, est moins épais. Il mesure un mètre de large, mais est toujours constitué de deux parements dont l'épaisseur varie entre 0,40 et 0,60 m, ce qui laisse la place à un  minuscule emplecton, constitué de terre et de petits cailloux. Ce mur dispose, environ tous les cinq mètres, de contreforts intérieurs qui poVue aérienne d'une tour de l'acropole. La photographie a été réalisée par un cerf-volant. uvaient être destinés à accroître la solidité de l'ouvrage, tout en permettant l'aménagement d'un chemin de ronde.

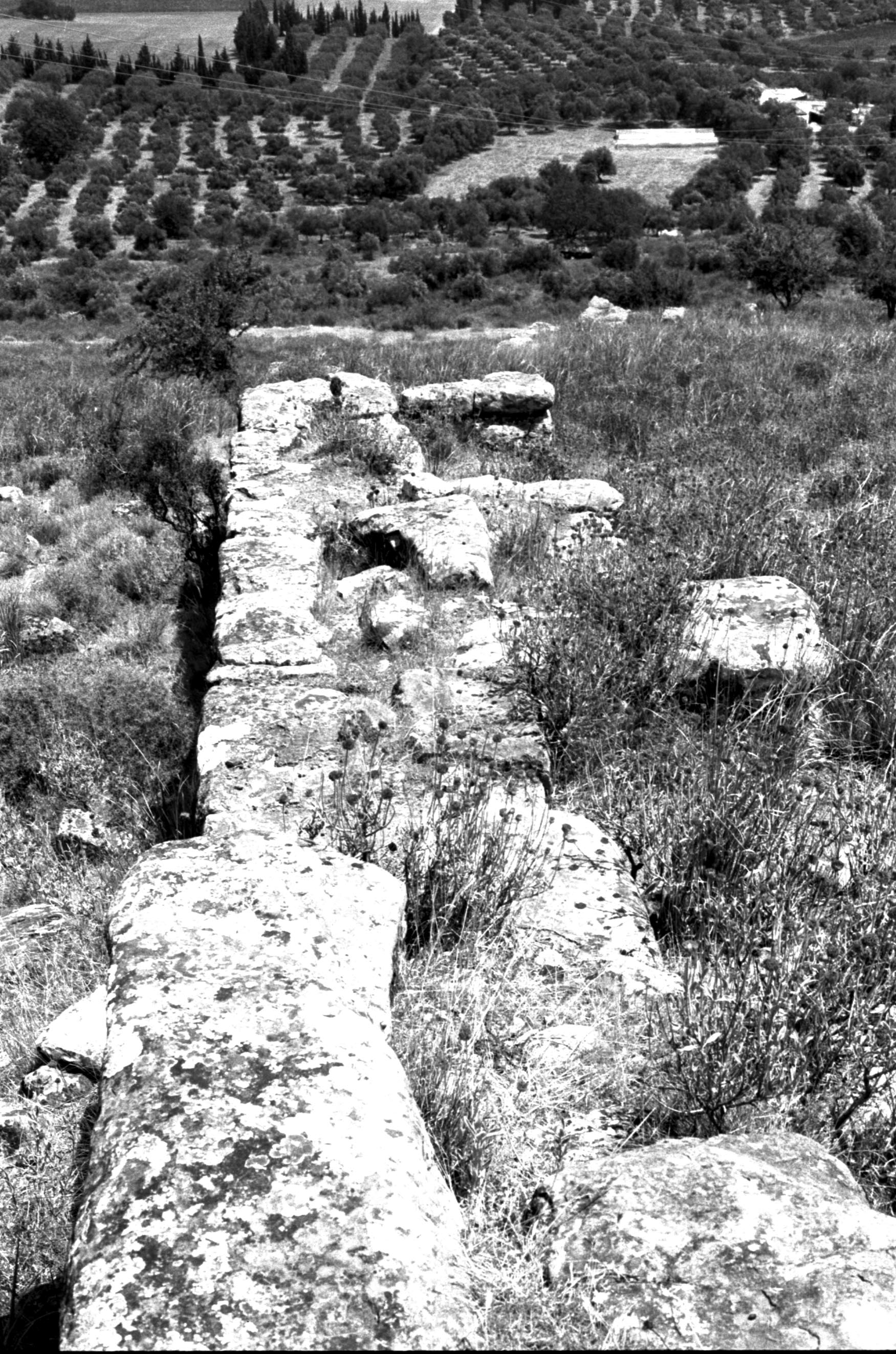
Secteur Nord -Est du mur d'enceinte de la cité avec ses contreforts.

Cette partie du rempart ne dispose pas d'autre mode de flanquement que de celui offert par quatre saillants. Les fortifications de Calydon ont sans doute été élevées à différentes périodes, suivant l'extension de la ville : leur plan est irrégulier, il n'y a pas eu vraisemblablement de programme homogène. Le mur nord de l'acropole de forte épaisseur, utilisant une combinaison de tours et de saillants, pourrait, non sans avoir subi quelques remaniements, correspondre à l'une des parties les plus anciennes de l'enceinte. Le mur nord-est est d'épaisseur beaucoup plus faible, mais il est renforcé par des contreforts, et n'utilise comme mode de flanquement que des saillants. Il est très certainement de construction tardive.  
Cependant, malgré cette hétérogénéité, leur délabrement et leurs destructions anciennes et récentes, les vestiges laissent encore apparaître, dans le style de la maçonnerie, l'effort d'esthétique des maîtres d'œuvre.

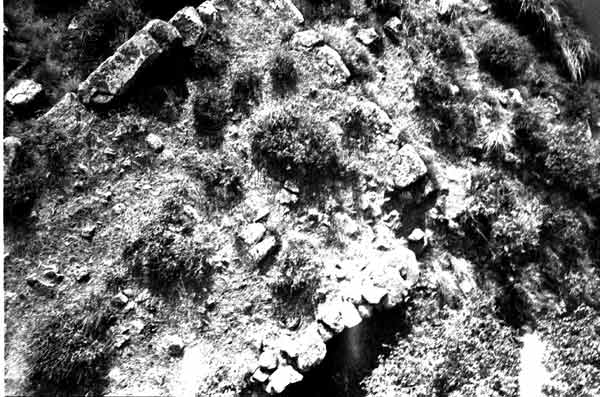
Vue aérienne d'une tour de l'acropole. La photographie a été réalisée par un cerf-volant.

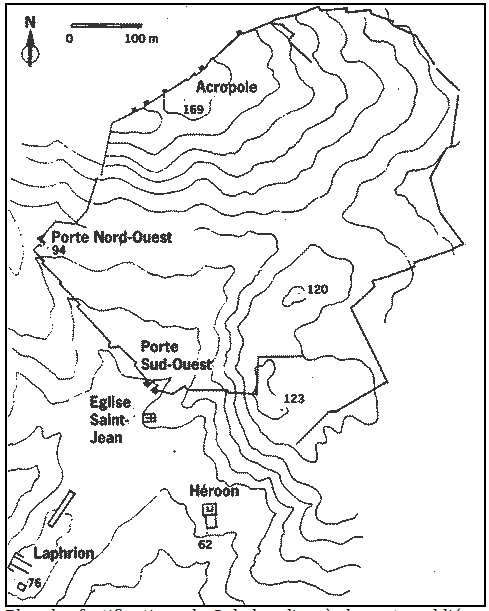
Plan des fortifications de Calydon d'après la carte publiée par Fr. Poulsen et

## Identification du site, légendes et histoire
Le site, qui était connu sous le nom de « Kastro de Kurtaga », a été identifié par Leake en 1809.
Cette localisation de Calydon n'est plus contestée actuellement. Le sanctuaire a été fouillé conjointement par les Grecs et les Danois, de 1925 à 1932. C'est au cours de ces fouilles que les différents temples situés sur le promontoire ont été mis au jour et étudiés.
La ville, d'après la légende, serait assez ancienne. Le nom de Calydon évoque les héros Œnée, Tydée et Méléagre. Homère la compte parmi les villes étoliennes.
L'Événos, qui coule tout près, évoque Héraclès. C'est là que le héros tua le passeur du fleuve, le centaure Nessos.

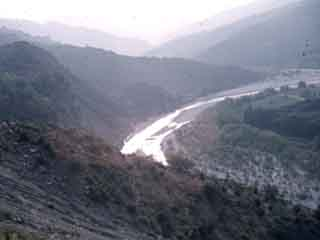
L'Evinos depuis l'acropole de Calydon

Calydon eut cependant peu d'importance dans l'histoire, alors qu'elle aurait pu jouer un rôle de sentinelle à l'entrée du golfe de Corinthe. À l'issue de la guerre du Péloponnèse, elle ne fut plus considérée comme une ville d'Étolie, par suite de l'occupation achéenne.
Ce n'est qu'à partir de 369 av. J.-C. qu'elle sera rattachée à la Ligue étolienne. Elle fut complètement vidée de ses habitants par Auguste qui, après sa victoire d'Actium, en 31 apr. J.-C., cherchait à peupler Nicopolis d'Épire.
Le sanctuaire d'Artémis fut dépouillé, son trésor et la statue de la déesse furent déposés dans un temple de Patras.